# Michael Scott (escritor)
Michael Scott (Dublin, 28 de setembro de 1959) é um autor irlandês. Sua série de maior sucesso é Os Segredos de Nicolau Famel. Também escreve com o pseudônimo Anna Dillon.

## Biografia
Michael Scott escreve, maioritariamente, histórias de fantasia e do folclore irlandês. As suas viagens pela Irlanda permitiram-lhe conhecer toda a sua mitologia e o seu folclore, em que agora se baseiam os seus livros. Michael Scott tem um grande interesse por todo o tipo de mitologia, produzindo uma série que inclui além de personagens históricos, uma vasta gama de personagens mitológicos (gregos, romanos, nórdicos e claro irlandeses.)

## Obras (parcial)

### Série Os Segredos de Nicolau Famel
- The Alchemyst: The Secrets of the Immortal Nicholas Flamel (2007) ISBN 0-552-55709-9
- The Magician: The Secrets of the Immortal Nicholas Flamel (2008) ISBN 0-552-55723-4
- The Sorceress: The Secrets of the Immortal Nicholas Flamel (2009) ISBN 0-385-61312-1
- The Necromancer: The Secrets of the Immortal Nicholas Flamel (2010) ISBN 0-385-73531-6
- The Warlock: The Secrets of the Immortal Nicholas Flamel (2011) ISBN 0-385-73533-2
- The Enchantress: The Secrets of the Immortal Nicholas Flamel (2012) ISBN 0-385-73535-9